# Freundschaft fürs Leben
Freundschaft fürs Leben (Originaltitel Longtime Companion, sinngemäß etwa „langjähriger Freund“) ist ein US-amerikanischer Film aus dem Jahr 1989. Das Filmdrama war die erste große Spielfilmproduktion, die das Thema AIDS behandelte. Der englische Titel bezieht sich auf einen Euphemismus, den die The New York Times in Todesanzeigen für Lebensgefährten verstorbener AIDS-Patienten verwendete.
Der Film wurde am 11. Oktober 1989 auf dem Mill Valley Film Festival uraufgeführt und kam am 11. Mai 1990 in die US-amerikanischen Kinos. In Deutschland wurde er am 1. November 1990 in den Kinos veröffentlicht.

## Handlung
Der Film ist in mehrere Abschnitte unterteilt, die alle an jeweils einem Tag spielen. Die Handlung erstreckt sich über insgesamt acht Jahre von 1981 bis 1989, in denen der Alltag mehrerer homosexueller Männern zwischen Anfang gegen Ende der AIDS-Epidemie beleuchtet wird.

3. Juli 1981
Der Personal Trainer Willy besucht gemeinsam mit John, einem Freund, das Paar David und Sean in deren Strandhaus auf Fire Island, um dort gemeinsam den bevorstehenden Feiertag zu verbringen. Sean ist als Drehbuchautor für die erfolgreiche Seifenoper Other People tätig, während David als Erbe eines Familienvermögens finanziell unabhängig ist. In der Stadt bereitet sich derweil der junge Schauspieler Howard auf ein Vorsprechen für Other People vor. Er lebt zusammen mit Paul, der als Geschäftsführer arbeitet. Ihre Nachbarin und gute Bekannte ist Lisa, eine Antiquitätenhändlerin, die seit ihrer Kindheit mit Fuzzy, einem Rechtsanwalt, befreundet ist, den sie auch an Howard vermittelt.
Am nächsten Morgen veröffentlicht die The New York Times einen Artikel über eine neuartige Krebsart, die hauptsächlich bei homosexuellen Männern vorzukommen scheint. Die Nachricht verbreitet sich schnell unter Homosexuellen, einige sind sofort alarmiert, während andere mit Gleichgültigkeit auf die Meldung reagieren. Am Nachmittag erhält Howard die Rolle in der Seifenoper, während Willy bei einem Tanztee auf Fuzzy trifft, mit dem er sich sofort gut versteht, die beiden beginnen wenig später eine Beziehung.
30. April 1982
John erfährt beim Arzt, dass er sich mit der neuen Krankheit angesteckt hat. Er erkrankt an einer Lungenentzündung, wird in ein Krankenhaus eingewiesen und stirbt kurze Zeit später. In der Zwischenzeit ziehen Willy und Fuzzy in eine gemeinsame Wohnung, während Howard mit seiner neuen Rolle hadert, da er die erste offen homosexuelle Figur in einer Fernsehserie verkörpern soll. Er befürchtet deswegen, Opfer von Typecasting zu werden und in Zukunft nur noch homosexuelle Rollenangebote zu erhalten.
17. Juni 1983
Willy, Fuzzy, Lisa, David und Sean sind mit ihren Freunden Michael und Bob auf Fire Island, um im Strandhaus die neue Folge von Other People anzusehen, in der Howards Figur ihr Coming-out hat. Sie führen danach ein Gespräch über einen Nachbarn, der unter der neuen Krankheit leidet und deswegen von den Inselbewohnern gemieden und ausgegrenzt wird. Am Abend kommt es zu einem Streit zwischen Sean und David, da ersterer befürchtet, ebenfalls erkrankt zu sein.
7. September 1984
Sean und Paul werden ins Krankenhaus eingeliefert. Willy besucht Sean, hat aber solche Angst vor einer Ansteckung, dass er sein Zimmer mit Mund-Nasen-Schutz und Schutzkittel betritt. Als er von Sean im Spaß auf den Hals geküsst wird, eilt er auf die Toilette und reinigt frenetisch die betreffende Stelle. Sean erhält ebenfalls Besuch von Michael, der ihm homöopathische Mittel und ein Buch der Motivations-Autorin Louise Hay mitbringt. Howard stattet Paul, der an Toxoplasmose leidet, einen Besuch ab. Er bricht beim Anblick seines Lebensgefährten unter Tränen zusammen, während dieser ihn tröstet.
22. März 1985
Seans geistiger Zustand hat sich stark verschlechtert, er leidet nun unter Demenz. David täuscht Seans Arbeitgeber, indem er unter seinem Namen weiterhin Drehbücher für Other People verfasst. Howard ist nicht mehr Teil der Serie, da er wegen einer angeblichen AIDS-Erkrankung entlassen wurde. Er versucht zwar mit Fuzzys Unterstützung, eine Rolle in einem Film zu erhalten, wird aber mit derselben Begründung abgewiesen. Wenig später wird Paul, dem es kurzzeitig besser ging, mit einem Krampfanfall erneut ins Krankenhaus gebracht. David geht mit Sean in einem Park spazieren, muss ihn aber nach Hause bringen, da Sean in einen Brunnen uriniert. In derselben Nacht bekommt Willy mit, dass Fuzzy seine Lymphknoten nach Schwellungen abtastet. Die beiden führen ein Gespräch über ihre Angst vor dem Sterben, als sich Fuzzy fragt, was wohl nach dem Tod passiere, antwortet Willy, dass sie dann wieder Sex haben könnten.
4. Januar 1986
Sean leidet unter starken, chronischen Schmerzen und verhält sich weitestgehend katatonisch. Er ist buchstäblich ans Bett gefesselt und muss Windeln für Erwachsene tragen, da er seinen Harn- und Stuhlgang nicht mehr kontrollieren kann. David redet beruhigend auf Sean ein und sagt ihm, dass es in Ordnung sei, wenn er jetzt loslasse, woraufhin Sean stirbt. Willy und Lisa besuchen David bei sich zu Hause, um ihn zu unterstützen. Sie suchen einen Anzug für den toten Sean aus, den dieser bei der Einäscherung tragen soll. Fuzzy ruft derweil bei der gemeinnützigen Organisation Gay Men’s Health Crisis (kurz GMHC) an, um die Beerdigung zu organisieren. Lisa und Willy gelingt es, David zumindest kurz zu trösten, als sie in Seans Kleiderschrank ein rotes Kleid finden und scherzen, dass sie es dem Bestatter nicht geben können, da noch ein Hut im Stil von Beatrice Lillie fehlt. Lisa, Willy, David und Fuzzy gehen bald danach in ein chinesisches Restaurant, um Seans Todesanzeige zu verfassen. Dabei bezeichnen sie David als seinen langjährigen Partner (englisch longtime companion).
16. Mai 1987
David, der im Schlaf gestorben ist, wird beerdigt, Bob und Willy halten die Trauerreden. Beim Leichenschmaus erinnern sich die Freunde an ihre gemeinsame Zeit mit David. Vor allem die Erinnerung an ein Ereignis bringt sie zum Lachen und lässt sie ihre Trauer für einige Zeit vergessen: David probierte als junger Mann das Hochzeitskleid seiner Schwester an, stolperte dabei versehentlich und fiel die Treppe herunter.
10. September 1988
Fuzzy und Lisa beantworten ehrenamtlich die Fragen von GMHC-Anrufern. Willy bezeichnet Alberto, der sich hilfesuchend an GMHC gewandt hat, als Kumpel, scheint aber mehr für ihn zu empfinden als nur freundschaftliche Gefühle. Howard hat sich nun ebenfalls mit AIDS angesteckt, Paul ist der Krankheit ebenfalls erlegen, was zwar nicht direkt gesagt, aber stark angedeutet wird. Howard möchte seine verbliebene Bekanntheit dafür nutzen, Geld für AIDS-Hilfsorganisationen zu sammeln. Er organisiert dafür ein Benefizkonzert, bei dem unter anderem das als Schwulenhymne geltende Y.M.C.A. der Village People im Kammermusik-Stil gecovert wird.
19. Juli 1989
Willy, Fuzzy und Lisa machen einen Spaziergang am Strand. Sie unterhalten sich über eine bevorstehende Demonstration der Organisation Act Up und sinnieren darüber, ob es wohl je ein Heilmittel gegen AIDS geben wird. Plötzlich erscheinen ihre verstorbenen Freunde und weitere Personen, die der Krankheit erlegen sind, dies passiert allerdings nur in ihrer Vorstellung. Der Film endet mit der Einstellung von Willy, Fuzzy und Lisa, die alleine über den verlassenen Strand gehen.

## Rezeption

### Kritikerstimmen
In der Internet Movie Database erhielt Freundschaft fürs Leben eine Bewertung von 7,6 aus zehn Sternen basierend auf 5813 Stimmen. Auf Rotten Tomatoes erhielt der Film eine Kritikerbewertung von 90 Prozent basierend auf 20 Kritiken sowie eine Zuschauerwertung von 83 Prozent basierend auf über 2500 abgegebenen Stimmen.

#### Positiv
Roger Ebert bewertete den Film mit 3,5 von vier Sternen. Er lobte dabei vor allem die Charakterzeichnung und die emotionalen Momente, beispielsweise die Szene, in der Sean im Krankenhaus von seinen Freunden besucht wird, da sie wie wenige vergleichbare Filmszenen „die Tugend des Krankenbesuchs“ illustriere. Zudem hob er Seans Sterbeszene hervor, da diese eine der „bewegendsten Film-Todesszenen überhaupt“ sei. Ebert äußerte sich auch positiv über die Tatsache, dass die Charaktere im Gegensatz zu vielen anderen Filmen über Homosexuelle nicht nur über ihre Sexualität definiert würden. Vielmehr ginge es in Freundschaft fürs Leben um den „Mut, anderen zu helfen und die Bescheidenheit, sich helfen zu lassen“.
Die Variety befand, dass der Film „einfach exzellent“ sei. Dies liege am „anmutigen, oftmals humorvollen“ Drehbuch, dem es gelinge, „informatives mit emotionalem Material“ zu verbinden. Auch sei die Darstellung der Schauspieler „berührend“, vor allem die Szenen mit Sean und David seien „durchdringend“.
Alan Jones schrieb in der RadioTimes, dass Freundschaft fürs Leben „fesselnd“ und „herzzerreißend“ von dem zunehmenden Einfluss berichte, den die AIDS-Epidemie im Laufe der Jahre auf den Alltag von acht Freunden hat. Der Film zeige besonders, wie wohlhabende Homosexuelle aus ihrem „Calvin-Klein-Lebensstil“ gerissen werden und sich gegen Bigotterie und Vorurteile wehren müssen, während sie wegen der Krankheit mit schweren Verlusten zu kämpfen haben. Der Film sei halb dokumentarisch und die „zugänglichste Geschichtsstunde“ zum Thema AIDS. Bruce Davison steche besonders in der Produktion heraus, die ein „kraftvolles und mutiges Zeugnis des Überlebens“ sei und mit einem „Symbol der Hoffnung“ sowie einem „Tribut an die Verstorbenen“ ende.
Jonathan Rosenbaum, der Filmkritiker des Chicago Reader, äußerte sich positiv über den Film, da er sich nicht der „obszönen Reagan-Bush-Herangehensweise“ bediene. Die Protagonisten seien nicht bemitleidenswerte Kinder und damit die vermeintlich einzigen erwähnenswerten AIDS-Patienten, wie es sonst in Produktionen über die Krankheit üblich sei. Der Film erhalte zudem zwar einige nützliche Informationen über AIDS, sei dabei aber nicht moralisierend, sondern ein „sehr menschlicher und mitfühlender Film über eine Tragödie, die uns alle etwas angeht.“

#### Eher negativ
Vincent Canby schrieb in der New York Times, dass Freundschaft fürs Leben „subtiler und fröhlicher als nötig“ sei. Bis auf wenige Szenen sei die Produktion „fad“, da die Folgen der AIDS-Epidemie nur aus der Sicht von weißen, wohlhabenden Männern dargestellt würden, obwohl beispielsweise auch Drogensüchtige und Minderheiten von dieser betroffen waren. Zudem seien die Protagonisten „oberflächliche und engstirnige Stereotype“, die allesamt austauschbar seien, wegen dieser Trivialisierung sei es für die Zuschauer schwer, sich mit ihnen zu identifizieren. Lediglich die Sequenzen mit den Figuren David und Sean seien berührend und daher die Ausnahme. Letztendlich sei der Film wegen seiner „egozentrischen Sichtweise auf die AIDS-Epidemie“ und nicht wegen des Themas „schwer zu verdauen“.
Ralph Novak, ein Redakteur bei People, war der Meinung, dass viele Anspielungen im Film „Insider-Witze“ unter Homosexuellen wären, unter anderem eine Szene, in der ein Mann Diana Ross imitiert, während er zu einem Lied der The Supremes tanzt. Zudem seien die Sex-Szenen zwar nicht explizierter als in anderen Filmen wie beispielsweise Sunday, Bloody Sunday, ihre Häufigkeit würde allerdings ebenfalls viele heterosexuelle Zuschauer befremden. Novak mutmaßte, dass dieser Ethnozentrismus von der Absicht herrühre, die heterosexuellen Zuschauer von den emotionalen Empfindungen der Protagonisten zu distanzieren. Dies sei besonders schade, da die Schauspieler hervorragend seien. Vor allem Bruce Davison und Mark Lamos seien in ihren Rollen bemerkenswert, auch seien Norman Renés Regie und Craig Lucas’ Drehbuch einfühlsam. Novak bezeichnete das Ende des Films als „bedauernswertes Wunschdenken“ und schloss seine Kritik mit der Überlegung, ob überhaupt jemand außer „extrem schwulen Chauvinisten“ sich die Produktion bis zum Ende ansehen würde.

## Auszeichnungen und Nominierungen (Auswahl)
Artios Award 1990
- Nominierung in der Kategorie Bestes Casting für einen Spielfilm – Drama, für Jason La Padura und Natalie Hart

Festival des amerikanischen Films 1990
- Nominierung für den Kritikerpreis, für Norman René

New York Film Critics Circle Award 1990
- Auszeichnung in der Kategorie Bester Nebendarsteller, für Bruce Davison

GLAAD Media Award 1991
- Auszeichnung in der Kategorie Bester Film

Golden Globe Awards 1991
- Auszeichnung in der Kategorie Bester Nebendarsteller in einem Spielfilm, für Bruce Davison

Independent Spirit Awards 1991
- Auszeichnung in der Kategorie Bester Nebendarsteller, für Bruce Davison

National Society of Film Critics Awards 1991
- Auszeichnung in der Kategorie Bester Nebendarsteller, für Bruce Davison

Oscarverleihung 1991
- Nominierung in der Kategorie Bester Nebendarsteller, für Bruce Davison

## Synchronisation
| Rolle   | Darsteller          | Synchronsprecher |
| ------- | ------------------- | ---------------- |
| Willy   | Campbell Scott      | Torsten Sense    |
| Howard  | Patrick Cassidy     | Nicolas Böll     |
| Paul    | John Dossett        | Tobias Meister   |
| Fuzzy   | Stephen Caffrey     | Benjamin Völz    |
| David   | Bruce Davison       | Lutz Mackensy    |
| Sean    | Mark Lamos          | Lutz Riedel      |
| John    | Dermot Mulroney     | Andreas Fröhlich |
| Michael | Michael Schoeffling | Uwe Büschken     |